# Battaglia di Guerrero
La battaglia di Guerrero o battaglia di San Geronimo, combattuta nel marzo 1916, fu il primo scontro armato tra i ribelli messicani di Pancho Villa e gli Stati Uniti d'America durante la Spedizione punitiva in Messico. Dopo un lungo inseguimento, le truppe statunitensi del 7th Cavalry Regiment incontrarono una grande forza Villista della División del Norte nella città di Vicente Guerrero, nello stato messicano del Chihuahua. In quella che è stata definita l'ultima vera carica di cavalleria, gli statunitensi attaccarono la città e misero in fuga i difensori, infliggendo oltre 75 perdite ai messicani, tra morti e feriti, e subendo solo 5 feriti.

## Battaglia
La Spedizione messicana iniziò dopo l'attacco di Pancho Villa alla città di Columbus nel Nuovo Messico, il 9 marzo 1916, in cui furono uccisi 18 soldati e civili statunitensi. In risposta all'incidente, il generale John Pershing, su ordine del presidente Woodrow Wilson, condusse l'Esercito degli Stati Uniti in Messico con l'intenzione di catturare o  uccidere il generale Villa. Il 27 marzo Villa e il suo esercito effettuarono simultaneamente un attacco notturno alla città di San Ysidro, Minaca e Guerrero, che erano tenute dalle truppe Carranziste federali e con cui Villa era in guerra. A Minaca e Guerrero i Villisti catturarono le guarnigioni senza resistenza, ma a San Ysidro, i Carranzisti respinsero l'attacco. Villa fu ferito nella sulla protezione al ginocchio destro durante la battaglia. La ferita compromise notevolmente la sua capacità di comando nelle successive settimane e portò quasi alla sua cattura da parte delle forze statunitensi. Quando la battaglia di San Ysidro finì, i Villisti si ritirarono a Guerrero e prepararono le difese. Intorno a questo periodo, il generale Pershing ricevette informazioni sull'ubicazione di Villa a Guerrero, a 230 miglia a sud di Columbus, quindi mandò un messaggero al colonnello George A. Dodd per spostare la sua forza di cavalleria da 370 uomini nella zona. Il colonnello Dodd doveva cavalcare il più velocemente possibile per prendere Villa prima che lui proseguisse. Quando gli statunitensi arrivarono a Guerrero il 29 marzo, avevano percorso circa 400 miglia in quattordici giorni, dopo la loro partenza da Camp Harvey J. Jones nel sud dell'Arizona, tra cui 55 miglia nelle diciassette ore dopo aver ricevuto notizie sulla posizione di Villa. L'intera spedizione fu equipaggiata con mappe imprecise della frontiera messicana, così il colonnello Dodd e i suoi uomini dovettero affidarsi a una guida civile, chiamata J. B. Baker, che guidò la cavalleria su una "marcia circolare" attraverso la robusta Sierra Madre Occidentale.
Molto tempo fu perso nella marcia e gli uomini furono esposti al caldo estremo durante il giorno e a temperature gelide di notte. Al mattino del 29 marzo gli statunitensi erano esausti, a corto di provviste e dovevano combattere contro una città ben difesa. Secondo varie fonti, a Guerrero c'erano tra i 200 e i 500 Villisti sparsi per la città, e per le prime due ore dopo l'arrivo del 7th Cavalry Regiment, Dodd fece in modo che i suoi uomini cercassero di accertare il numero delle forze nemiche. Si dovette aspettare le 8:00 che venisse dato l'ordine di attacco. Dodd divise il suo comando in tre contingenti con le istruzioni per caricare e circondare la città, al fine di tagliare la via di fuga dei Villisti. Quando gli statunitensi attaccarono, i combattimenti scoppiarono in tre punti. Dopo la carica, gli statunitensi smontarono da cavallo per combattere a piedi i messicani. Guerrero era fiancheggiata da montagne su due lati che rendevano difficile circondare la città e i Villisti le usavano come copertura. Inoltre non c'erano abbastanza cavalieri per coprire tutte le vie di fuga, così la maggior parte dei messicani scappò, compreso Pancho Villa. Una parte dell'esercito di Villa uscì e si ritirò verso est attraverso una valle. Furono inseguiti da alcuni cavalieri statunitensi in un combattimento di 10 miglia. Un'altra forza messicana cavalcò tranquillamente da Guerrero, fingendo di essere una forza Carranzista, mostrando una bandiera nazionale messicana e per questo non venne considerata dal 7th Cavalry. Villa perse il suo amico, il generale Elicio Hernandez, e altri 55 furono uccisi nella battaglia e almeno 34 feriti. Gli statunitensi subirono solo 5 feriti durante lo scontro, durato cinque ore. Il colonnello Dodd e i suoi uomini catturarono anche 36 cavalli e muli, due mitragliatrici, armi di piccolo calibro e altre forniture. Diversi prigionieri carranzisti condannati furono liberati.
Inizialmente la battaglia di Guerrero fu considerata un grande successo, ma in seguito si rivelò una delusione poiché si sarebbe rivelata l'azione militare che andò più vicina alla conquista di Villa. Tuttavia essa fu considerata il "maggior singolo impegno di successo della Spedizione punitiva di Pershing". Dopo il ritiro l'esercito villista si disperse e per i successivi tre mesi non rappresentò più una minaccia significativa per l'Esercito degli Stati Uniti. Villa stesso si nascose sulle colline mentre il suo ginocchio guariva. Un giorno, non molto tempo dopo la battaglia, Villa si accampò all'estremità di una valle e guardò una truppa di cavalieri di Pershing passare. Villa li sentì cantare "It's a Long, Long Way to Tipperary" e questa sarebbe stata l'ultima volta che gli statunitensi si avvicinarono così tanto ai ribelli. La notizia della vittoria fu ampiamente diffusa negli Stati Uniti, spingendo all'approvazione da parte del Senato alla promozione del colonnello Dodd a generale di brigata.